# Неравенство Гюйгенса
Неравенство Гюйгенса — популярное наименование в русскоязычной литературе одного из частных случаев неравенства Йенсена.

## Формулировка
Пусть {\displaystyle a_{1},\dots ,a_{n}\in {\mathbb {R} }_{+}}. Тогда
{\displaystyle 1+{\sqrt[{n}]{\prod _{i=1}^{n}{a_{i}}}}\leq {\sqrt[{n}]{\prod \limits _{i=1}^{n}{(1+a_{i})}}}}.

## Связь с неравенством Йенсена
Логарифмируя обе части неравенства и вводя обозначения {\displaystyle a_{i}=e^{x_{i}}}, получаем
{\displaystyle \ln(1+e^{{\frac {1}{n}}\sum \limits _{i=1}^{n}{x_{i}}})\leq {\frac {1}{n}}\sum \limits _{i=1}^{n}{\ln {(1+e^{x_{i}})}}}.
А это — в точности неравенство Йенсена для функции {\displaystyle f(x)=\ln {(1+e^{x})}}, которая выпукла, поскольку
{\displaystyle f'(x)={\frac {e^{x}}{1+e^{x}}}=1-{\frac {1}{1+e^{x}}}}.
{\displaystyle f''(x)={\frac {e^{x}}{(1+e^{x})^{2}}}>0}.

## Нетривиальность неравенства
Вводя обозначения {\displaystyle x_{i}={\sqrt[{n}]{a_{i}}}} и возводя обе части неравенства в {\displaystyle n}-ую степень, получим, что оно эквивалентно неравенству
{\displaystyle {\left({1+\prod \limits _{i=1}^{n}{x_{i}}}\right)}^{n}\leq \prod \limits _{i=1}^{n}{(1+{x_{i}}^{n})}}.
После раскрытия скобок у левой и правой части окажутся два общих слагаемых {\displaystyle 1} и {\displaystyle \prod \limits _{i=1}^{n}{{x_{i}}^{n}}}. В случаях когда либо все {\displaystyle x_{i}<1}, либо когда все {\displaystyle x_{i}>1}, какое-то одно из этих слагаемых оказывается наибольшим, какое-то — наименьшим, а значения остальных (без учёта коэффициентов при них после раскрытия бинома Ньютона) оказываются между ними. Именно неравенство между суммами совершенно разных произведений этих промежуточных слагаемых представляет собой основную сложность для вывода неравенства напрямую, без неравенства Йенсена.